# アンナ・メアーズ
アンナ・メアーズ（Anna Meares、1983年9月21日 - ）はオーストラリア・クイーンズランド州のブラックウォーター出身の女子自転車競技（トラックレース）選手。

## 表記
- アナ・メアーズ
- アンナ（アナ）・メアレス
- アンナ（アナ）・ミアーズ

という表記も見られる。

## 経歴
姉は、同じく自転車競技選手であったケリー・メアーズ。姉や1992年バルセロナオリンピック・個人ロードレース金メダリストのキャスリン・ワットの影響を受けて自転車競技に興味を持つようになり、自転車競技選手となる。
2001年
- ジュニア世界選手権自転車競技大会
  - 500mタイムトライアル(500mTT)優勝

2003年
- 世界選手権
  - ケイリン 2位

2004年
- 世界選手権
  -  500mTT優勝
  - スプリント 2位
- UCIトラックワールドカップ2004
  - シドニー - スプリント 優勝
- アテネオリンピック
  -  500mTTにおいて、33.952秒の世界最高記録を樹立して、当時同種目世界最高記録保持者であった中国の江永華、ベラルーシのナタリア・ツィリンスカヤらを破って優勝。
  -  スプリント 3位

2005年
- 世界選手権
  - 500mTT 2位
  - スプリント 3位
- オーストラリア選手権
  - スプリント 優勝
  - ケイリン 優勝
- オセアニアゲームズ
  - スプリント 優勝
  - 500mTT 優勝

2006年
- オーストラリア選手権
  - スプリント 優勝
- UCIトラックワールドカップ2005-2006
  - シドニー - スプリント 優勝
- 世界選手権
  - 500mTT 2位
- コモンウェルスゲームズ
  - 500mTT 優勝
- UCIトラックワールドカップ2006-2007
  - シドニー - チームスプリント & 500mTT 優勝

2007年
- UCIトラックワールドカップ2006-2007
  - ロサンゼルス - スプリント 優勝
- 世界選手権
  -  500mTTにおいて、33秒588の世界新記録をマークして優勝。
  - チームスプリント 3位
  - ケイリン 3位
- オーストラリア選手権
  - ケイリン 優勝
- オセアニア選手権
  - スプリント 優勝
- UCIトラックワールドカップ2007-2008
  - シドニー - 500mTT 優勝

2008年
- 北京オリンピック
  -  スプリントでは、ヴィクトリア・ペンドルトンに次いで2位に入り、銀メダルを獲得した。

2009年
- UCIトラックワールドカップ2008-2009
  - コペンハーゲン - チームスプリント 優勝
- 世界選手権
  -  カーリー・マカラクのコンビでチームスプリント優勝
  - 500mTT 2位。
- オーストラリア選手権
  - スプリント 優勝
  - 500mTT 優勝

2010年
- 世界選手権
  -  500mTT 優勝
  -  カーリー・マカラクとのコンビで同大会のチームスプリントでも優勝し、同種目では連覇達成。
- コモンウェルスゲームズ
  - スプリント、チームスプリント（+ カーリー・マカラク）、500mTTをいずれも制覇。
- UCIトラックワールドカップ2010-2011
  - メルボルン - スプリント & 500mTT & ケイリン優勝

2011年
- オーストラリア選手権
  - スプリント 優勝
  - 500mTT 優勝
- UCIトラックワールドカップ2010-2011
  - マンチェスター - スプリント & チームスプリント優勝
- 世界選手権
  -  スプリントでは準決勝で同種目4連覇中のヴィクトリア・ペンドルトンを2-1で下し、決勝ではシモーナ・クルペツカイテーを2-0で下して優勝。
  -  カーリー・マカラクとのコンビで同大会のチームスプリントでも優勝し、同種目では3連覇達成。
  -  ケイリンも制し、同大会三冠を達成。
- UCIトラックワールドカップ2011-2012
  - アスタナ - チームスプリント 優勝

2012年
- 世界選手権
  -  ケイリン連覇達成。
  -  500mTTにおいて、33秒010の世界新記録をマークして優勝。
  - カーリー・マカラクとのコンビで4連覇を狙ったチームスプリントは2位。
  - 個人スプリント 3位
- ロンドンオリンピック
  -  チームスプリント 3位
  - ケイリン 5位
  -  スプリントでは、北京五輪における同種目と同じく、決勝でヴィクトリア・ペンドルトンとの対決となったが、2-0のストレートで下し金メダル。